# Distrito electoral de Allen (condado de Frontier, Nebraska)
Allen (en inglés: Allen Precinct) es un distrito electoral ubicado en el condado de Frontier en el estado estadounidense de Nebraska. En el Censo de 2010 tenía una población de 79 habitantes y una densidad poblacional de 0,84 personas por km².

## Geografía
Allen se encuentra ubicado en las coordenadas 40°23′43″N 100°36′34″O / 40.39528, -100.60944. Según la Oficina del Censo de los Estados Unidos, Allen tiene una superficie total de 93.69 km², de la cual 93.66 km² corresponden a tierra firme y (0.04%) 0.04 km² es agua.

## Demografía
Según el censo de 2010, había 79 personas residiendo en Allen. La densidad de población era de 0,84 hab./km². De los 79 habitantes, Allen estaba compuesto por el 100% blancos.